# Песчаное (Кировоградская область)
Песчаное (укр. Піщане) — село в Кетрисановской сельской общине Кропивницкого района Кировоградской области Украины.
До 2020 года входило в Бобринецкий район
Население по переписи 2001 года составляло 17 человек. Почтовый индекс — 27210. Телефонный код — 5257. Занимает площадь 0,735 км². Код КОАТУУ — 3520886802.